# Pterogramma nigrotibiale
Pterogramma nigrotibiale är en tvåvingeart som beskrevs av Smith och Marshall 2004. Pterogramma nigrotibiale ingår i släktet Pterogramma och familjen hoppflugor.
Artens utbredningsområde är Costa Rica. Inga underarter finns listade i Catalogue of Life.